# Sjukdomsutbrott

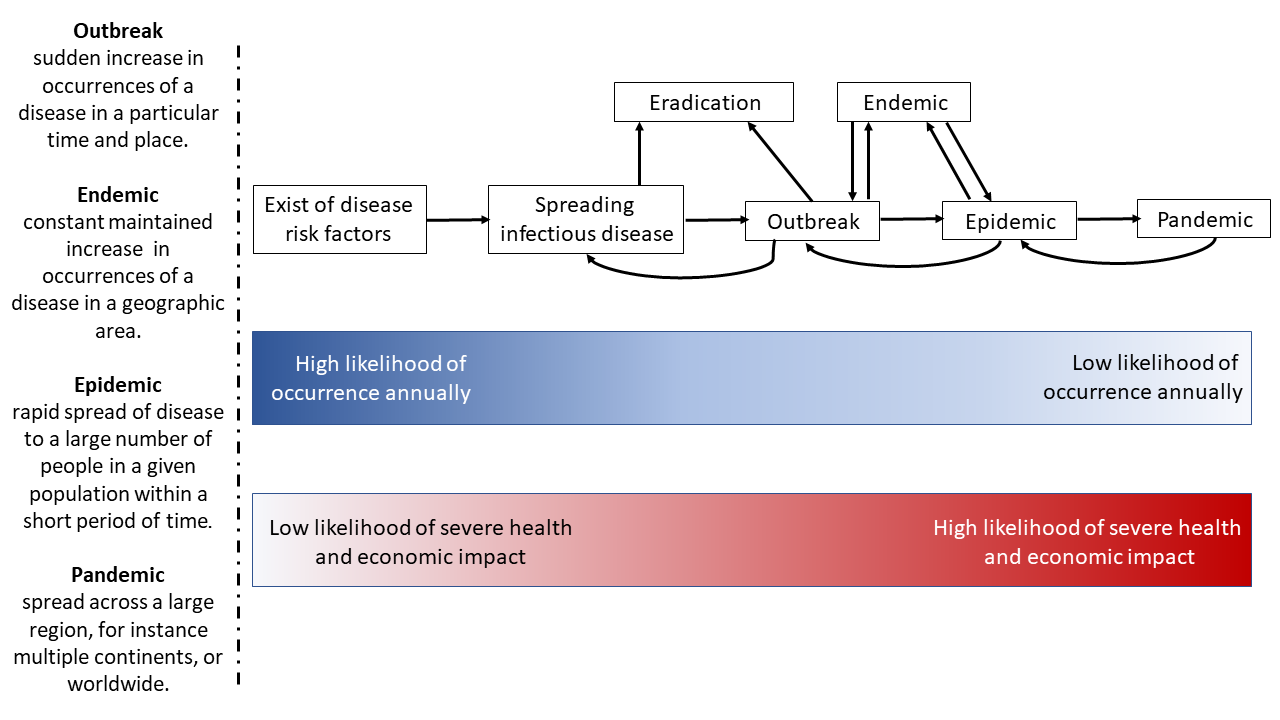
Skillnad mellan olika utbrott, endemisk, epidemisk och pandemisk.

Inom epidemiologi är ett utbrott en plötslig ökning i en sjukdoms incidens. Det kan påverka en liten, lokal grupp eller påverka hundratusentals eller miljontals människor över en hel kontinent. Fyra kopplade fall av en sällsynt infektionssjukdom kan vara tillräckliga för att utgöra ett utbrott. Utbrott inkluderar epidemier, vilken är en term som normalt endast används för smittsamma sjukdomar, såväl som sjukdomar med miljömässigt ursprung, såsom vatten- eller livsmedelsburna sjukdomar. Det kan påverka en region i ett land eller en grupp länder. Pandemier är nästan alltid globala sjukdomsutbrott när flera länder över hela världen uppvisar samma smitta.

## Definition
Termerna "utbrott" och "epidemi" har ofta använts omväxlande. Forskarna Manfred S. Green med flera föreslår att den sistnämnda termen begränsas till större händelser och påpekar att Chambers Concise Dictionary och Stedmans Medical Dictionary erkänner denna skillnad.

## Utbrottsundersökning
När man undersöker sjukdomsutbrott har epidemiologyrket utvecklat ett antal allmänt accepterade steg. Följande steg har lyfts fram av USA:s folkhälsomyndighet:
1. Förberedelse för fältarbete
2. Identifiera förekomsten av utbrottet (Är gruppen sjuka normal för årstiden, geografiskt område etc.?)
3. Verifiera diagnosen relaterad till utbrottet
4. Skapa en falldefinition för att definiera vem / vad som ingår i ett ärende

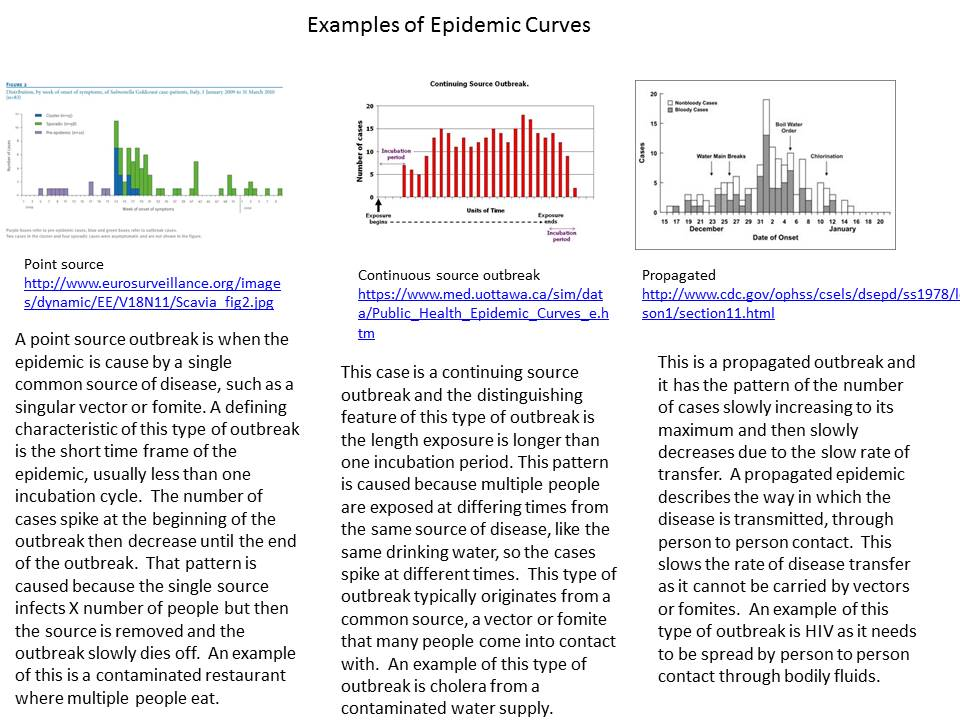
Epidemiska kurvor

5. Epidemiska kurvorKartlägg spridningen av utbrottet med hjälp av informationsteknik
6. Utför beskrivande epidemiologi (systematiskt beskriva några av de viktigaste egenskaperna hos personerna som smittats)
7. Utveckla en hypotes (Vad verkar orsaka utbrottet?)
8. Studera hypoteser (samla in data och utför analyser)
9. Utvärdera hypoteser epidemiologiskt
10. Om nödvändigt, ompröva, förfina och utvärdera hypoteser
11. Utveckla och implementera kontroll- och förebyggande system
12. Initiera eller upprätthålla övervakning av utbrottet
13. Kommunicera resultat

Ordningen på ovanstående steg och den relativa mängden ansträngning och resurser som används i varje steg varierar från utbrott till utbrott. Till exempel genomförs förebyggande och kontrollåtgärder vanligtvis mycket tidigt i utredningen, ofta innan det orsakande medlet är känt. I många situationer är det främst att rekommendera god hygien och handtvätt. Andra insatser kan läggas till när utredningen går framåt och mer information erhålls. Vid utbrott som identifierats genom anmälningsbar sjukdomsövervakning kopplas rapporter ofta till laboratorieresultat vilket gör det enkelt att verifiera diagnosen. Vid utbrott av okänd etiologi, att lista ut och verifiera diagnosen kan vara en viktig del av utredningen med avseende på tid och resurser. Flera steg pågår vanligtvis när som helst under utredningen, oftast används ett gantt-schema för att enkelt kunna kartlägga ärendet. Stegen kan upprepas vid flera tillfällen om det behövs. Till exempel fastställs initiala falldefinitioner ofta för att vara avsiktligt breda men senare förfinas när mer information blir tillgänglig om utbrottet. Ovanstående lista har 13 steg, andra har fler. Implementering av aktiv övervakning för att identifiera ytterligare fall läggs ofta till.
Krisbearbetning och granskning av utbrott har också erkänts som ett ytterligare sista steg och iterativ process av Public Health Agency of Canada.

## Typer
Det finns flera slags utbrottsmönster som kan vara användbara för att identifiera överföringsmetoden eller källan och förutse framtida infektionshastighet. Var och en har en distinkt epidemikurva eller histogram över infektioner och dödsfall.
- Gemensam källa - Alla offer får infektionen från samma källa (t.ex. en förorenad vattenförsörjning). 
  - Kontinuerlig källa - Vanligt källutbrott där exponeringen sker under flera inkubationstider
  - Punktkälla - Vanligt källutbrott där exponeringen sker under mindre än en inkubationstider
- Förökning - Överföring sker från person till person.

Utbrott kan också vara:
- Beteendemässig riskrelaterad (t.ex. sexuellt överförbara sjukdomar, ökad risk på grund av undernäring)[7]
- Zoonotisk - Det smittsamma medlet är endemiskt för en djurpopulation, infektion överförs till människor.

Mönster av förekomst är:
- Endemisk - en smittsam sjukdom, såsom influensa, mässling, påssjuka, lunginflammation, förkylning, virus och smittkoppor, som är kännetecknande för en viss plats, eller bland en viss grupp, eller ett område av intresse eller aktivitet.
- Epidemi - när denna sjukdom visar sig infektera ett betydligt större antal människor samtidigt än vad som är vanligt vid den tiden, och bland den befolkningen, och kan spridas genom en eller flera samhällen.
- Pandemi - uppstår när en epidemi sprider sig över hela världen.

## Kriterium för att förklara ett utbrott
Enligt konvenansens regler förklaras ett smittsamt sjukdomsutbrott när en period på två gånger inkubationstiden för den infektiösa sjukdomen har passerat utan identifiering av något nytt fall, dock för organismer med en kort inkubationstid (t.ex. färre än tio dagar), föredras en period av tre gånger inkubationstiden (till exempel 30 dagar om inkubationstiden är 10 dagar).